# Cirkus Olympia
Cirkus Olympia var en – eller flere – dansk omrejsende cirkus og markedscirkus mellem 1906 og 1975.

## Tidlige Cirkus Olympia
Ifølge Danske Cirkusvenner søger et Cirkus Olympia, med poste restance adresse i Præstø, i en annonce den 11. juli 1906 i Den til Forsendelse med de Kongelige Brevposter privilegerede Berlingske Politiske og Avertissementstidende, cirkusartister, musikere og unge lærepiger. Flere annoncer fra 1910 omtaler et Cirkus Olympia, ejet af A.H. Daucke.
Fra 1911 findes flere avisomtaler, hvori der fortælles om tre unge piger, der lokket af artisttilværelsen var løbet bort med Cirkus Olympia.
Annoncer og omtale i Vestjyllands Social-Demokrat den 5. maj 1931 omtaler et nyt cirkus, Cirkus Olympia, "som lige er hjemkommet efter tre års turne i Sydamerika". Direktør er angivet som P. Christiansen, der tidligere var forretningsfører for Cirkus Reinsch. Annoncen reklamerede med 60 medvirkende og 40 forskellige dyr. Senere samme år angiver annoncer i andre aviser, direktør som værende A.H. Daucke, som tidligere var ejer af et Cirkus Olympia omkring 1906-1910.

## Cirkus Olympia 1932-1975
Cirkus Olympia omtales i forbindelse med Aalborg Idrætsuge i både 1932, 1938 og 1946, hvorfra der også er fotografier.
Annoncer i Sorø Amts Dagblad den 2. august 1937 omtaler "Den store dansk-amerikanske Cirkus Olympia med provinsens mest moderne cirkusprogram". Der nævnes forestillinger i henholdsvis Slagelse og derefter i Skælskør. Blandt de optrædende var Kaptajn Mazettes søløver. Navnet på direktøren nævnes ikke.
Et markedscirkus ved navn Cirkus Olympia omtales i bogen Gøgler af Guds nåde. Det var drevet af gøgleren og teltholderen Alfred Rasmussen, i visse sæsoner i samarbejde med Arne Berdino Olsen. I sine erindringer skriver Otto Krüger, at Alfred Rasmussen i mange år rejste som forevisningsmand med Cirkus Olympia. Han var formand for Forenede Danske Markedsrejsende der senere blev slået sammen med Danmarks Teltholderforening, hvor han blev medlem af bestyrelsen. Teltholderforeningen hedder i dag Danmarks Tivoli Forening.
Det fortælles, at Alfred Rasmussen og Arne Berdino knoklede med at transportere det lille Cirkus Olympia fra marked til marked. Her lærte Berdino alt om gøglertelte og forevisninger. Arne Berdino etablerede senere sit eget cirkus, som også begyndte med forevisninger på markeder i 1955 under navnet Provinsrevyen, og fra 1957 som Cirkus Arena.
Blandt de optrædende var blandt andre Orla Lund som "strikkende bedstemor" og hans søn Enrico Lund, der senere blev Pjerrot på Dyrehavsbakken. Desuden klovnen og slangemennesket Slaskus – aka Christian Poulsen, også kaldet Christian Klapøre – som skiftede mellem Cirkus Olympia og Regner Thierrys Cirkus Krone, som i sbegyndelsen også var et markedscirkus. Alfred Rasmussens hustru, Else, optrådte som "Den svævende dame" eller som "Marmorjomfruen". Sangerinden Daimi har også optrådt i Cirkus Olympia.
Cirkus Olympia præsenterede også illusionsnummeret "Kvinden uden hoved". Som indledning, blev der blev fortalt en røverhistorie om en engelsk opdagelsesrejsende, som var kommet til en negerlandsby, hvor syv hovedløse kvinder dansede for ham. De havde hver en tynd snor om halsen, som blev strammet en millimeter om dagen, indtil hovederne var visnet bort og kroppen levede videre med en underbundet halspulsåre. Nummeret blev præsenteret af en mand ved navn Ejvind Jensen. Den hovedløse dame var hans hustru Gurli. Illusionen blev frembragt ved hjælp af spejle.
I 1965 overtog Alfred Rasmussen det lille Trøjborg Tivoli. Så sent som 1975 kunne han dog stadig dukke op med sit lille Cirkus Olympia, som han drev ved siden at Trøjborg Tivoli.
I en omtale for Løgumkloster-markedet i 1966 stod der: "Stadepladserne er igen fuldt udlejet fortæller politibetjent, Jørgensen, Løgumkloster i Jydske Tidende. De første på markedspladsen er teltholder Jessen fra Skærbæk, Men snart er også teltholder Alfred Rasmussen, Århus ankommet med sine vogne. Han har været med ved Kloster Markedet siden 1925. Dengang som medhjælper hos Rudolf Petersen. Alfred har specialiseret sig i underholdningsteltene, som han kalder Olympia park. Konen Else Marie samt sønnen Philip og datteren Elsebeth er med på turneen. Else Marie var i øvrigt den første Cleo på Bakken. Datteren Elsebeth startede allerede som 2-årig med et luftnummer, men passer nu skydeteltene. Damen uden hoved er lagt på hylden, ligesom de stærke mænd, sortsværtede kannibaler, boksere og brydere. Nu er det gogo-danserinder, tryllekunst og bugtalere folk vil se."
- Parade foran cirkus, 1932.
- Parade foran cirkus, 1946.
- Parade foran cirkus, ukendt årstal, angiveligt 1950'erne eller 1960'erne.

## Udenlandske Cirkus Olympia i Danmark
Der har desuden været besøg i Danmark af udenlandske cirkus med Olympia-navnet, blandt andet tyske Cirkus Olympia i 1982.